# Teoria dell'Insediamento danubiano-centroeuropeo

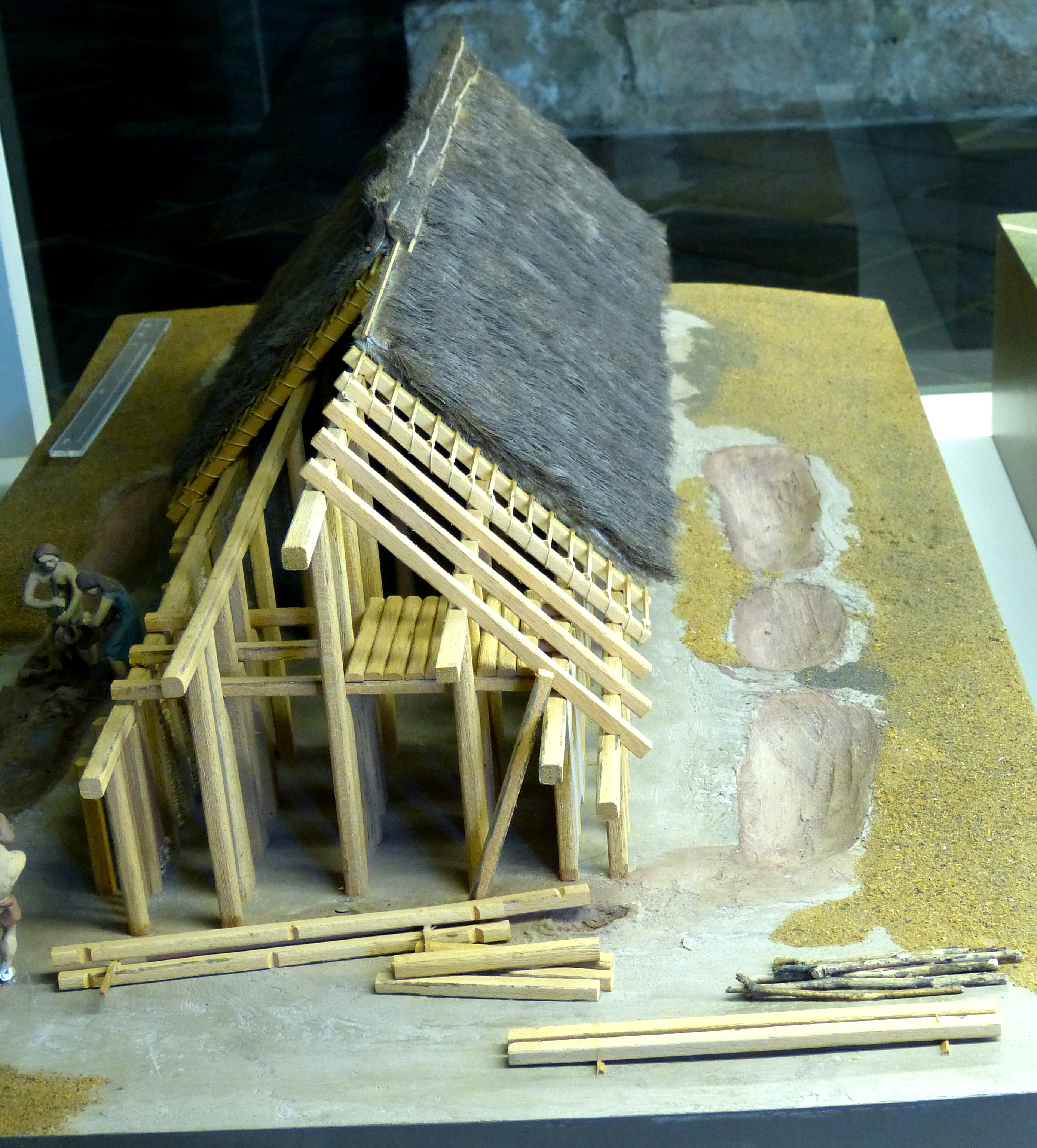
Abitazione della cultura della ceramica lineare

La teoria dell'Insediamento danubiano-centroeuropeo è stata una teoria linguistica e archeologica che cercò di descrivere la diffusione delle lingue indoeuropee in Eurasia a partire da una patria originaria (Urheimat) individuata nella regione del Danubio, nelle pianure della Pannonia.  Questa ipotesi venne avanzata per la prima volta dal britannico Peter Giles nel 1922 e fu accettata da diversi accademici tra cui Giacomo Devoto e Pere Bosch-Gimpera. Giles individuò nelle genti neolitiche della cultura danubiana i primi indoeuropei, che sarebbero quindi stati un popolo di agricoltori e allevatori stabili.